# Bouddhisme à Touva
 (octobre 2016).

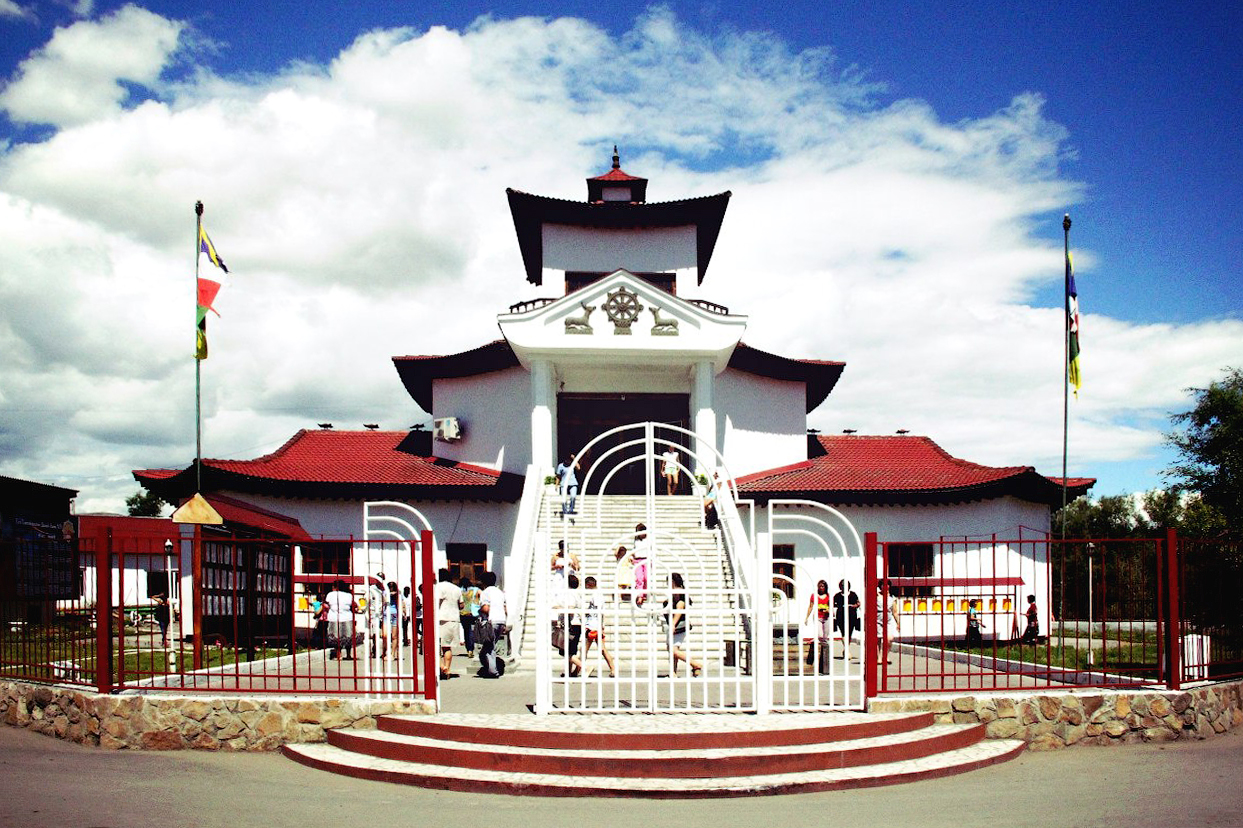
Temple bouddhiste Tsechenling

La première vague du bouddhisme est arrivée à Touva, une république de la fédération de Russie, au IXe siècle durant la période du khanat ouïghour. À cette époque, Touva faisait partie de l'Empire mongol qui ne connut le bouddhisme qu'à partir des XIIIe et XIVe siècles. 
Les premiers temples bouddhistes ont été créés vers la seconde moitié du XVIIIe siècle. Les missionnaires sont des lamas mongols, représentants de l'école Gelugpa.
Touva connaît ses premiers monastères bouddhistes depuis les années 1770.

## Histoire et développement
Dans la seconde moitié du XIVe siècle, un monastère (Khuree) se trouvait dans chacune des régions de Touva. Le chef supérieur du temple bouddhiste de la ville de Tchadan reçoit le titre de Khambo-lama.
Touva, comme la Mongolie entre le XVIIIe siècle et la première moitié du XXe siècle, était sous le nom de Tannu Uriankhai, sous la domination de l'Empire sino-mandchou de la dynastie Qing. Cette dernière a été importante dans le développement du bouddhisme tibétain dans l'ensemble de l'Empire.
Le Khambo-lama de Touva est proche du Bogdo Gegen. Les Touvains avaient des liens étroits avec la Mongolie et la Bouriatie. Les bouddhistes de Touva adoptent les structures et l'organisation religieuse de la Mongolie, les mêmes unités de travail, les mêmes diplômes et titres monastiques. Les Touvains bouddhistes faisaient des pèlerinages dans les monastères de Mongolie.
Le bouddhisme a eu un impact sur la culture traditionnelle de Touva tel que sur les rituels pour les mariages, la maternité, les funérailles, les vacances, mais aussi la médecine traditionnelle.
Le bouddhisme de Touva coexiste avec la tradition locale de chamanisme et d'autres religions : les Touvains se tournèrent du chamanisme vers les lamas bouddhistes.
En 1920 à Touva, il y avait dix-neuf Khuree (monastères) et environ 3 000 lamas. Au début des années 1940, tous les Khuree furent fermés et détruit, presque tous les lamas ont été persécutés par les soviétiques.
Dans les années 1960, seuls quelques lamas survivants, âgés, ont continué de répondre aux besoins religieux de la population.

## Touva moderne
Depuis 1990, Touva connaît un renouveau de la communauté bouddhiste, comme les deux républiques de Bouriatie et de Kalmoukie.

### Khambo-lama
Depuis 1997, les Khambo-lama réintègrent leur rôle de chef religieux de tous les Touvains bouddhistes et sont élus sur le principe démocratique.
Selon le statut de l'Office du Khambo-lama de Touva (UKLRT), un congrès constitutif qui a eu lieu à Kyzyl en 1997, au poste de Khambo-lama afin d'y désigner les candidats qui sont élus par un vote général parmi les représentants du clergé bouddhiste.
Les élections ont lieu tous les cinq ans.
| No   | Nom                                              | Règne                               | Histoire |
| ---- | ------------------------------------------------ | ----------------------------------- | --- |
| O    | Kazak Orgudaevich Sandakov                       | 1991-1997                           | Il a été le premier, dans la période post-soviétique, haut lama par intérim de Touva, mais n'a pas été Khambo-lama. |
| I    | Aganak Schorsovich Khertek                       | 1997-2000                           | Depuis le début des années 1990, il a activement travaillé comme traducteur avec les lamas tibétains. Il a démissionné, expliquant la nécessité d'obtenir l'éducation bouddhiste dans les centres monastiques tibétains en Inde. |
| II   | Dagpa Yeshe                                      | 2000-2002                           | Il a étudié à l'Institut d'études supérieures d'Avalon à Ivolga Datsan. En 2002, il démissionne. |
| III  | Mar-ool Nikolaevich Norbu-Samba                  | 2002-2005                           | Il prend le nom spirituel de Lobsang Tubden. |
| IV   | Jampel Lodoy                                     | 2005-2010                           | C'est un moine bouddhiste de Touva, éduqué dans un monastère tibétain Drepung Goman (en Inde). Il était lama au datsan de Saint-Pétersbourg. Jampel Lodoy a établi des contacts avec les chefs des parties bouriates et kalmouk de la sangha bouddhiste de Russie. Il a aussi préparé la construction de nouveaux grands monastères et élaboré la coopération avec les autorités républicaines et fédérales locales. |
| V    | Suldum Bashky (Nicholas Bugazhikovich Kuular)    | 12 mars 2010 - 11 septembre 2014    | |
| VI   | Lopsan Chamzy (Bayir-ool Serenovich Shyyrap)     | 13 novembre 2014 - 19 décembre 2019 | Il est né en 1976 dans le village de la zone Tere-Khol Kungurtug. Depuis 1994, la formation a eu lieu dvugodichnoe un centre Dharma[Quoi ?] à Kyzyl, puis a étudié à Goman-datsan en Inde. À partir de 2009 jusqu'à son élection comme recteur agissant dans le tereholskogo Khuree (monastère) "Chyrgalan". Dans son programme électoral, il met l'accent sur l'amélioration de la culture du comportement des clercs, l'amélioration des relations et des contacts officiels avec les régions de Russie et du clergé bouddhiste de la Mongolie, l'utilisation d'Internet afin d'y augmenter l'éducation spirituelle des fidèles et de renforcer l'approche communautaire visant à surmonter les problèmes liés à la condition physique et de la santé mentale. La cérémonie d'intronisation du nouveau Khambo-lama a eu lieu le 11 décembre 2014, à la Chambre des Folk Art et Loisirs. |
| VII  | Jampel Lodoy (Apysh-ool Sat)                     | 19 décembre 2019 - 23 juin 2021     | Jampel Lodoy (Apysh-ool Sat) est né le 21 août 1975 dans le village de Hondergey, district de Dzun-Khemchiksky, dans la république autonome, d'une famille d'éleveurs. En 1992, il a commencé son éducation bouddhiste à Gandan Puntsogling, un monastère de Kyzyl, la même année que Sa Sainteté le Dalaï Lama a visité Touva. De 1993 à 1996, il a étudié à Gunzechoinei Datsan à Saint-Pétersbourg et a ensuite poursuivi sa formation au monastère de Drepung Gomang, dans l'État du Karnataka, dans le sud-ouest de l'Inde. Pendant son séjour en Inde, Jampel Lodoy a terminé un programme d'études de neuf ans et a reçu le titre de candidat en sciences philosophiques. Il est ensuite retourné à Touva et a servi de kamby lamade 2005-2010. Au cours de cette période, le lama Touvan a commencé à travailler activement à établir des liens avec les chefs spirituels des sanghas dans les républiques de Kalmoukie et de Bouriatie, et a également initié la construction de nouveaux grands complexes monastiques et la coopération avec les autorités républicaines et fédérales locales. Cholban Kara-ool, président du gouvernement Touvan, à prononcer un discours lors de la cérémonie d'intronisation du septième Khambo-lama. |
| VIII | Gelek Natsyk-Dorzhu (Sergek Olegovitch Saryglar) | 22 novembre 2020 -                  | |